# Anis-Zähling
Der Anis-Zähling (Lentinellus cochleatus) ist ein Pilz aus der Familie der Ohrlöffelstachelingsverwandten (Auriscalpiaceae). Die in Büscheln auf morschem Holz wachsenden Fruchtkörper sind durch trichterförmige Hüte, zähes Fleisch und den Geruch nach Anis gekennzeichnet.

## Merkmale

### Makroskopische Merkmale
Die Fruchtkörper sind in Hut und einen zentral bis seitlich ansitzenden Stiel gegliedert. Der bei jungen Pilzen konvexe, später trichterförmige bis tütenartige Hut ist 25–55 (–70) mm breit und wellig verbogen. Bisweilen sind mehrere Hüte miteinander verwachsen. Der jung eingerollte und bei älteren Fruchtkörpern scharfe Hutrand ist oft an einer Seite eingebuchtet oder eingeschnitten. Die Oberseite ist ledergelb bis braunrot gefärbt, die Oberfläche glatt bis schwach runzelig und matt.
Die Lamellen auf der Unterseite des Hutes laufen am Stiel herab, sind dichtstehend und an den Schneiden stark eingekerbt. Lange und kurze Lamellen sind gemischt angeordnet. Die Färbung der Lamellen reicht von weißlich bis bräunlich. Das Sporenpulver des Anis-Zählings ist weißlich-cremefarben.
Der Stiel ist 30–80 (–100) mm lang und 4–8 (–10) mm dick. Die Oberfläche des vollen, zäh-elastischen Stiels ist längsgefurcht, die Stielfarbe entspricht in der oberen Hälfte der Färbung des Hutes. Der untere Teil des Stiels ist dunkler, grau- bis rötlichbraun. Die Fruchtkörper sind an der Stielbasis büschelig miteinander verwachsen.
Das weiche bis knorpelig-zähe und wässerige Fleisch des Pilzes ist weißlich bis blassbräunlich gefärbt. Der Geruch des Pilzes ist deutlich anisartig, der milde Geschmack besitzt ebenfalls eine Aniskomponente. Eine in der Literatur genannte Varietät inolens besitzt keinen Anisgeruch.

### Mikroskopische Merkmale
Die rundlichen, hyalinen Sporen sind glatt bis feinwarzig ornamentiert und enthalten einen Öltropfen. Sie messen 3,9–5,2 × 3,9–4,7 µm. Die zylindrischen, viersporigen Basidien sind 20–25 µm lang und 5–5,5 µm dick.

## Artabgrenzung und Systematik
Der Anis-Zähling ist durch seine typische Fruchtkörperform und den charakteristischen Geruch nur schwer mit anderen Pilzarten zu verwechseln. Er ist die Typusart seiner Gattung, wobei deren systematische Stellung noch umstritten ist. Moser ordnete die Art 1983 den „porialen Gattungen mit lamelligem Hymenophor“ zu. Zuvor hatte sie Singer unter den Tricholomataceae geführt, aus dieser Familie aber später wieder ausgeschlossen. Die aktuelle Zuordnung zu den Auriscalpiaceae geht auf Maas Geesteranus 1963 zurück.

## Ökologie und Phänologie
Der Art wächst saprobiontisch auf morschen Stümpfen oder Wurzeln von Laubbäumen, insbesondere Rotbuchen; seltener besiedelt sie auch Nadelhölzer. Die Fruktifikation erfolgt von Juli bis November.

## Verbreitung

Europäische Länder mit Fundnachweisen des Anis-Zählings.
Legende:
grün = Länder mit Fundmeldungen
cremeweiß = Länder ohne Nachweise
hellgrau = keine Daten
dunkelgrau = außereuropäische Länder.

Die Art ist nahezu weltweit verbreitet. Nachweise gibt es aus Australien, Nordasien (Ostsibirien, Japan), Nord- und Mittelamerika (USA, Kanada. Panama) und Europa. In Europa ist der Anis-Zähling submeridional bis boreal verbreitet. Der Verbreitungsschwerpunkt liegt im südlichen Mitteleuropa. Der Zähling wurde in fast ganz Europa nachgewiesen. Im Süden kommt er von Spanien bis zur Ukraine vor, außerdem ist er in ganz West- und Mitteleuropa verbreitet. In Nordeuropa kann man ihn in ganz Fennoskandinavien finden. In Schweden wurde die Art bis zum 67. Breitengrad nachgewiesen.
In Deutschland ist der Anis-Zähling von der Meeresküste bis in die Alpen verbreitet, wobei sich Verdichtungsgebiete und Auflockerungsgebiete abwechseln.

## Bedeutung
Der Anis-Zähling ist essbar, wobei in der Literatur aufgrund des zähen Fleisches und des Anisgeschmacks eher eine Verwendung als Würzpilz empfohlen wird.